# Johnny Moss
Johnny Moss (Marshall, 14 maggio 1907 – Odessa, 16 dicembre 1995) è stato un giocatore di poker statunitense.
È stato il primo vincitore delle World Series of Poker, che ha in seguito vinto altre due volte. Le vincite complessive della sua carriera ammontano ad oltre un milione di dollari nei tornei ufficiali, e tra i suoi risultati più importanti spiccano i nove braccialetti WSOP. Nel 1979 è stato inserito nel Poker Hall of Fame.

## Gli inizi
Moss nasce a Marshall (Texas) nel 1907 e cresce a Dallas dove, sin da giovane, entra in contatto con il gioco d'azzardo. Un gruppo di bari gli insegna i trucchi per imbrogliare al gioco. Lui mette a frutto quanto appreso facendosi assumere da un saloon per controllare che il gioco si svolgesse in modo regolare.
Contemporaneamente approfitta per apprendere i rudimenti del gioco d'azzardo e, all'inizio degli anni trenta, decide di mettere in pratica quanto imparato, cominciando a girare gli Stati Uniti in cerca di sfide al tavolo verde.

## Una partita interminabile e leggendaria
Nel 1949 Moss prende parte ad una sfida, entrata nella leggenda del poker, contro Nick "The Greek" Dandolos, che era considerato uno dei migliori giocatori di poker degli Stati Uniti. La sfida dura ben cinque mesi, al termine dei quali Dandolos, che aveva perso una cifra compresa tra due e quattro milioni di dollari, pronuncia una frase ancora oggi considerata una delle più famose del mondo del poker: "Mr. Moss, I have to let you go" ("Signor Moss, devo lasciarla andare").

## I successi alle World Series of Poker
L'eco di quella vittoria si protrae per molti anni tanto che, nel 1970, John Moss è uno dei sette giocatori invitati a prender parte alla prima edizione delle World Series of Poker.
La formula del torneo prevede lo scontro dei giocatori in più varianti del poker e, al termine di tutti i tornei, i giocatori dovranno votare il migliore. Conclusi i giochi si effettua una prima votazione: ai giocatori viene chiesto di eleggere il miglior giocatore del torneo; come è facilmente intuibile, ognuno vota per se stesso. In una seconda votazione viene chiesto di votare per il secondo miglior giocatore, e questa volta vince Moss. Per lui non c'è nessun premio in denaro, ma solo una coppa d'argento, come segno del rispetto dei suoi colleghi.
Si rifà con le vittorie degli anni successivi: la vittoria del 1971 gli frutta 30.000 dollari (ai quali si aggiungono i 10.000 dollari, premio per la vittoria nel torneo di Limit Ace to 5 Draw), quella del 1974 160.000 dollari.
In carriera riuscirà complessivamente a vincere nove tornei delle World Series of Poker, quinto giocatore in assoluto come numero di vittorie, dietro Phil Hellmuth, Johnny Chan, Phil Ivey e Doyle Brunson.